# مدیکا
مدکا (به لاتین: Medyka) یک روستا در لهستان است که در گمینا مدکا واقع شده‌است. مدکا ۲٬۸۰۰ نفر جمعیت دارد.